# Záhor
Záhor est un village de Slovaquie situé dans la région de Košice.

## Histoire
Première mention écrite du village en 1326.

## Démographie

### Évolution de la population
| Année:               | 1994. | 2004.   | 2014.   | 2024.   |
| -------------------- | ----- | ------- | ------- | ------- |
| Nombre de personnes: | 760   | 710     | 663     | 625     |
| Différence:          |       | -6,57 % | -6,61 % | -5,73 % |

| Année:               | 2023. | 2024.   |
| -------------------- | ----- | ------- |
| Nombre de personnes: | 636   | 625     |
| Différence:          |       | -1,72 % |

## Politique
| Nom      | Parti politique | Date de l'élection | Fin du mandat |
| -------- | --------------- | ------------------ | ------------- |
| Ján Hric | SMER            | 02.12.2006         | Déc. 2010     |